# Дезидерій Миллий
Дезиде́рій Ми́ллий  (словац. Dezider Milly; нар. 1 серпня 1906, с. Кийов, Словаччина — пом. 1 вересня 1971, Братислава) — живописець і мистецтвознавець, один з найвидатніших митців лемківського походження, заслужений художник ЧССР (1962), народний художник ЧСФР (1971). Незважаючи на те, що мистецькі критики визнавали його за словацького художника, ідентифікував себе як українець. 

## Життєпис
Після закінчення Пряшівської учительної семінарії у 1926 р. вступив у Празьку художньо-промислову школу, де в 1933 р. здобув професійну мистецьку освіту. Його перші картини були прихильно оцінені на виставках у Празі та Стокгольмі. Працював учителем в Орлові (1935—1943), де розгорнув культурно-освітню працю, продовжував малювати.
У 1943 р. його переведено у Пряшів на посаду директора початкової школи, згодом директора учительської семінарії. Останні 25 років прожив у Братиславі, спочатку як завідувач Реферату українських шкіл (1945—1948), пізніше як професор малювання Словацького політехнічного інституту (1948—1949) та Інституту образотворчого мистецтва (1949—1971).

## Творчість

Марка Пошти Словаччини з зображеннам картини Дезидерія Милого

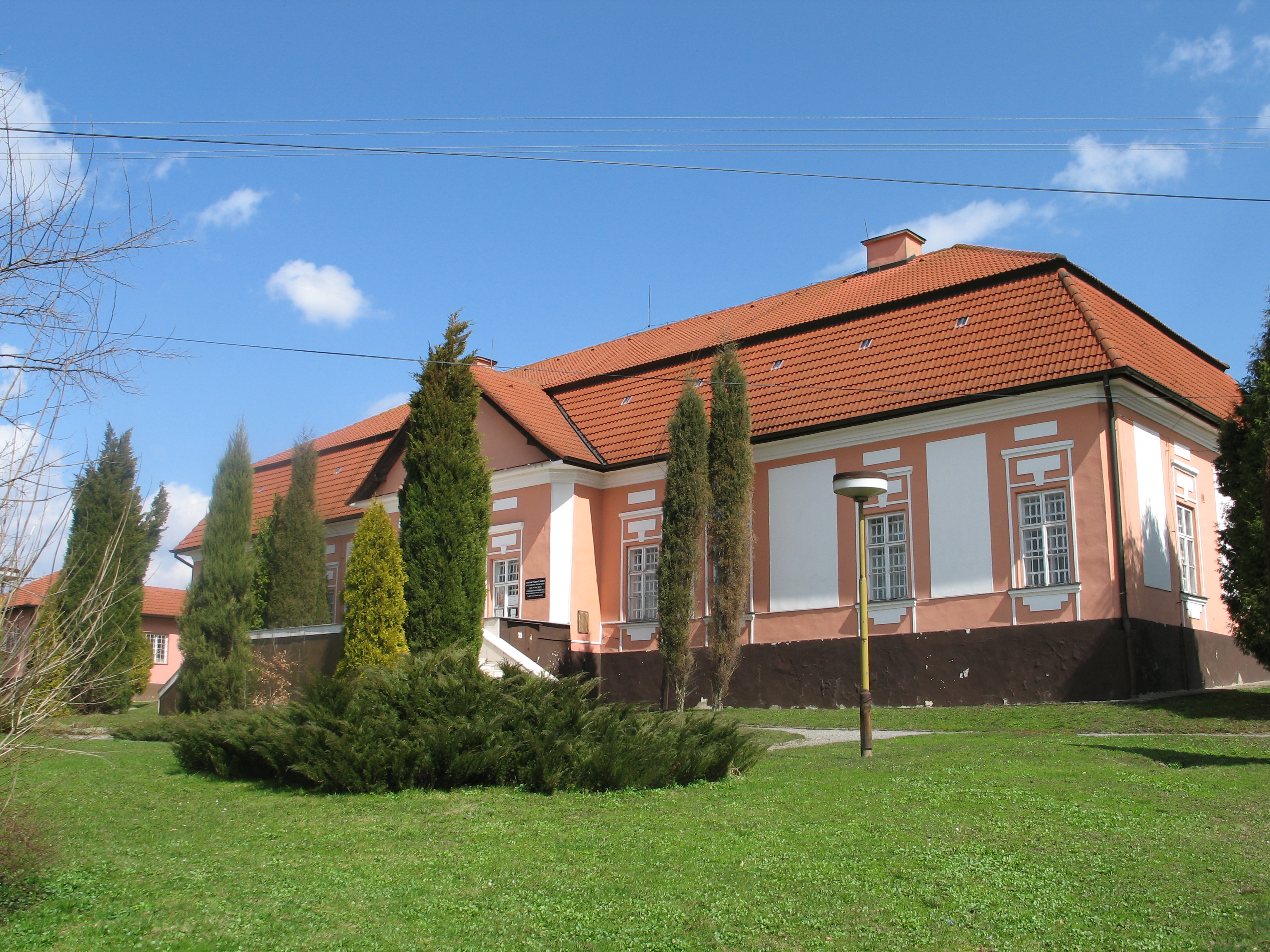
Образотворча галерея імені Дезидерія Милого у Свиднику

У 1935—1943, крім серії лемківських краєвидів та етнографічно-побутових картин, намалював ряд картин з соціальної тематики:
- «Без праці» (1939)
- «Блудниця» (1942)
- «Похорон» (1942)
- «Сумний хід» (1943)

Проявив себе у різних художніх техніках: олія, акварель, темпера, графіка. Визначних успіхів досяг як ілюстратор книжок, автор плакатів та сценічний митець.
Хоч критика визнала його найвизначнішим словацьким художником, він постійно вважав себе українським митцем. Всі свої твори підписував по-українськи.
Рідний лемківський край був для нього джерелом художньої творчості, про що свідчать його олійні картини:
- «Кийовський пейзаж» (1946)
- «На селі» (1948)
- «Збирання картоплі» (1959)
- «Обжинки» (1963)
- «Невіста» (1964)
- «В кийовському хотарі» (1966)
- «Кийовське поле» (1968)
- «Руська балада» (1968)
- «Зима у Верхньому Шариші» (1970)

Також Лемківщина зображена на численних акварелях, пастелях, ліногравюрах. Кілька десятків картин присвятив лемківському селу Токаїк, що його німецькі окупанти спалили (1944), розстрілявши всіх чоловіків.
На посмертній виставці творів Дезидерія Милого у Свидницькому музеї української культури (1976) експонувалися 191 його картина, значна частина яких зберігається в музеї. У Свиднику споруджена образотворча галерея імені Дезидерія Милого.